# Даниэлсон Феррейра Триндаде
 Даниэ́лсон Ферре́йра Тринда́де (порт. Danielson Ferreira Trindade; 9 января 1981) — бразильский футболист, защитник клуба «Берко».
Дебютировал в чемпионате России 19 июля 2008 года в матче 14-го тура против «Томи». Провёл за клуб 13 матчей.